# Sarkidiornis sylvicola
L'oca dal pettine (Sarkidiornis sylvicola H. Ihering  & R. Ihering, 1907) è un uccello della famiglia degli Anatidi, originario delle zone umide tropicali del Sud America continentale, a sud della regione del fiume Paraguay, nel Paraguay orientale, nel Brasile sud-orientale e nell'estremo nord-est dell'Argentina, e accidentalmente anche a Trinidad.
La maggior parte delle autorità tassonomiche ha diviso questa specie e l'oca bernoccoluta in due specie separate tra di loro. L'oca dal pettine ha, generalmente, dimensioni più piccole rispetto all'oca bernoccoluta, ed i suoi fianchi sono più scuri (neri nei maschi, grigi nelle femmine).

## Descrizione

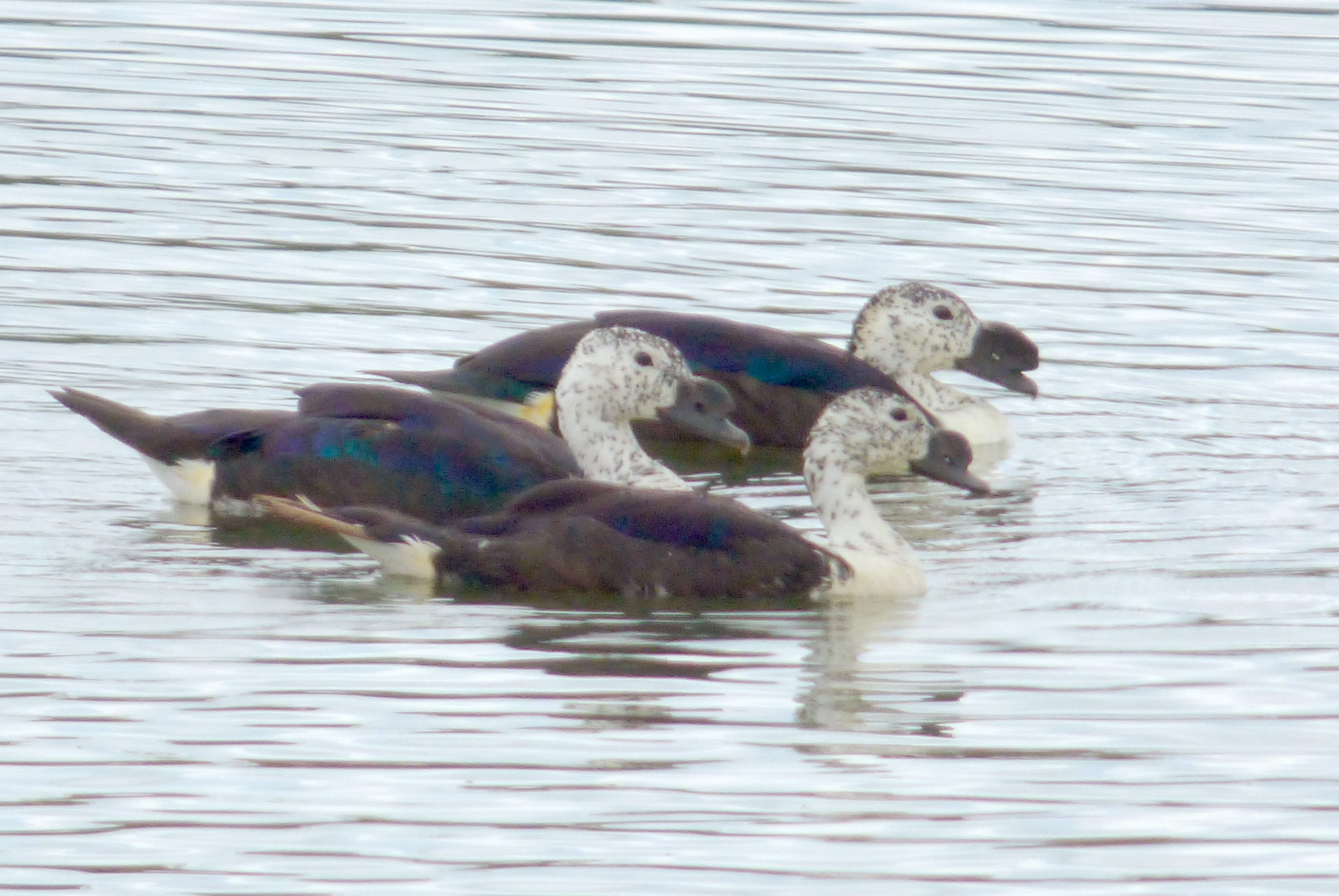
Un gruppo, in Colombia

L'oca dal pettine è una delle specie di anatra più grandi conosciute, con una lunghezza che può variare dai 56 ai 76 centimetri (da 22 a 30 pollici), un'apertura alare che varia da 1,16 a 1,45 metri (da 46 a 57 pollici), per un peso di 1,03-2,9 kg (2,3-6,4 libbre). Gli adulti hanno una testa bianca lentigginosa con macchie scure, mentre il collo e la parte inferiore del corpo sono completamente bianche. La parte superiore del corpo è blu-nero lucido, con un'iridescenza bluastra o verdastra particolarmente prominente sulle penne secondarie (penne dell'avambraccio). Il maschio è molto più grande della femmina e presenta una grande cresta circolare nera sul becco.
Se avvistate da lontano, gli esemplari più giovani possono anche essere scambiate per dendrocigne fulve (Dendrocygna bicolor). Tuttavia, i giovani dal piumaggio immaturo sono raramente visti senza adulti nelle vicinanze, rendendo la loro identificazione più facile.

## Distribuzione e habitat
La specie è diffusa nella fascia tropicale del Sud America, dalla Colombia sino alla parte settentrionale dell'Argentina, includendo Bolivia, Ecuador, Guiana francese, Guyana, Perù, Brasile, Paraguay, Uruguay e Venezuela.

## Tassonomia
La posizione sistematica di questa specie è stata oggetto di dibattito per lungo tempo. Inizialmente, l'oca dal pettine venne inserita nella sottofamiglia Anatinae. Successivamente, venne assegnata al gruppo delle "anatre appollaiate", un assemblaggio parafiletico di uccelli acquatici, la maggior parte dei quali sono intermedi tra gli Anatinae e le casarche. Quando le "anatre appollaiate" furono divise, l'oca dal pettine fu spostata nella sottofamiglia Tadorninae o casarche.
L'analisi del sequenziamento del DNA mitocondriale del citocromo b e NADH deidrogenasi subunità 2 geni, tuttavia, suggerisce che questo uccello sia piuttosto un basale membro degli Anatidi, rivendicando la prima posizione, sebbene sia stato possibile verificare quali fossero i suoi parenti più stretti, senza ulteriori studi.

## Biologia

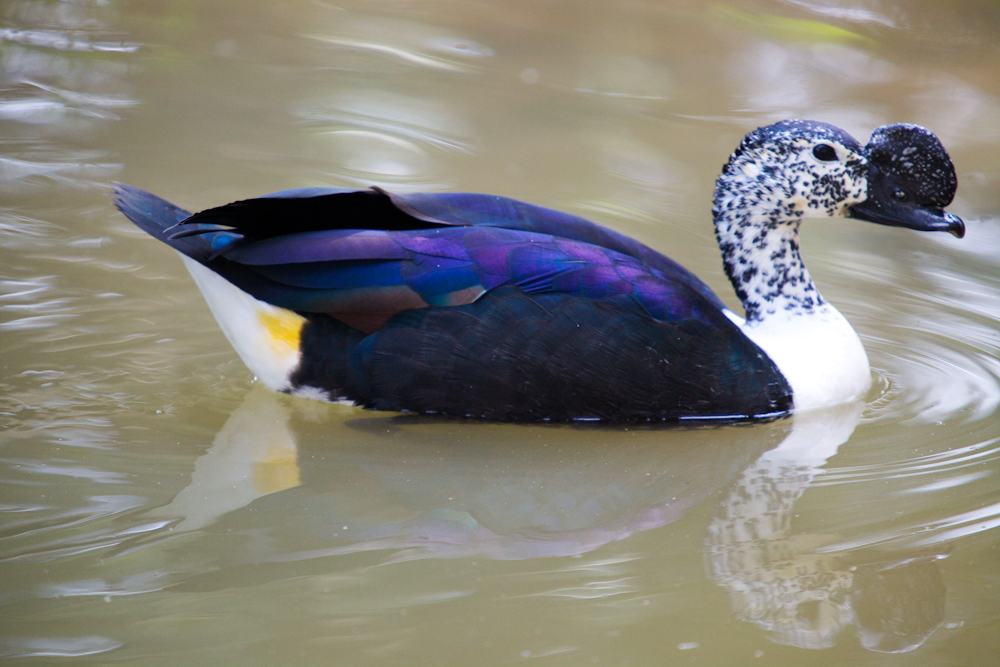
Un maschio in cattività

Questo uccello nidifica nelle paludi e nei laghi d'acqua dolce dei tropici. È in gran parte stanziale, a parte durante la stagione delle piogge dove questi uccelli tendono a disperdersi.
Quest'anatra si nutre di vegetazione pascolando e, in misura minore, di piccoli pesci, invertebrati e semi, il che lo rende un problema per i coltivatori di riso. Sono in grado di appollaiarsi sui rami degli alberi, e vivono tipicamente in stormi, solitamente di piccole dimensioni nella stagione delle piogge, ma che possono raggiungere anche i 100 individui durante la stagione secca, quando gli animali si riuniscono in fonti d'acqua comuni, separandosi in piccoli sottogruppi in base al sesso e all'età.

### Riproduzione
Le oche dal pettine nidificano principalmente nelle cavità degli alberi[6] e/o nell'erba alta, costruendo e riempiendo i loro nidi con canne, erba o piume.
I maschi possono avere due compagne contemporaneamente o fino a cinque in successione. Difendono le femmine ed i pulcini, ma non i siti di nidificazione. I maschi che non hanno una compagna rimangono appollaiati sugli alberi aspettando un'opportunità per accoppiarsi.
Le femmine depongono da 7 a 15 uova bianco-giallastre. Diverse femmine possono deporre in un unico "nido di discarica", che può arrivare a contenente fino a 50 uova.